# Produktionsmöjlighetskurva

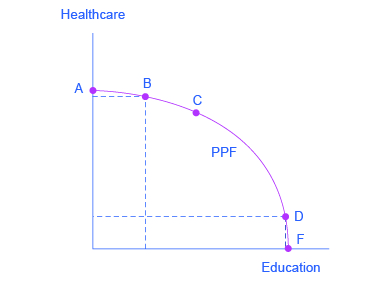
Produktionsmöjlighetskurva (PPF) som illustrerar avvägningen mellan resurser till sjukvård och utbildning, där punkterna visar olika produktionsmöjligheter.

Produktionsmöjlighetskurva, en kurva som beskriver möjliga kombinationer av två nyttigheter som en ekonomi kan producera, givet en viss arbetsinsats. Förutsättningen är att arbetskraften är rörlig och kan användas i bägge sektorerna, medan övriga produktionsfaktorer är sektorsspecifika. Lutningen på produktionsmöjlighetskurvan ges av den negativa kvoten av de bägge nyttigheternas respektive marginalarbetsprodukter. I den punkt på kurvan som beskriver den verkliga produktionen kommer lutningen vara lika med den negativa kvoten mellan prisnivån på nyttigheterna.